# Mezoperydium

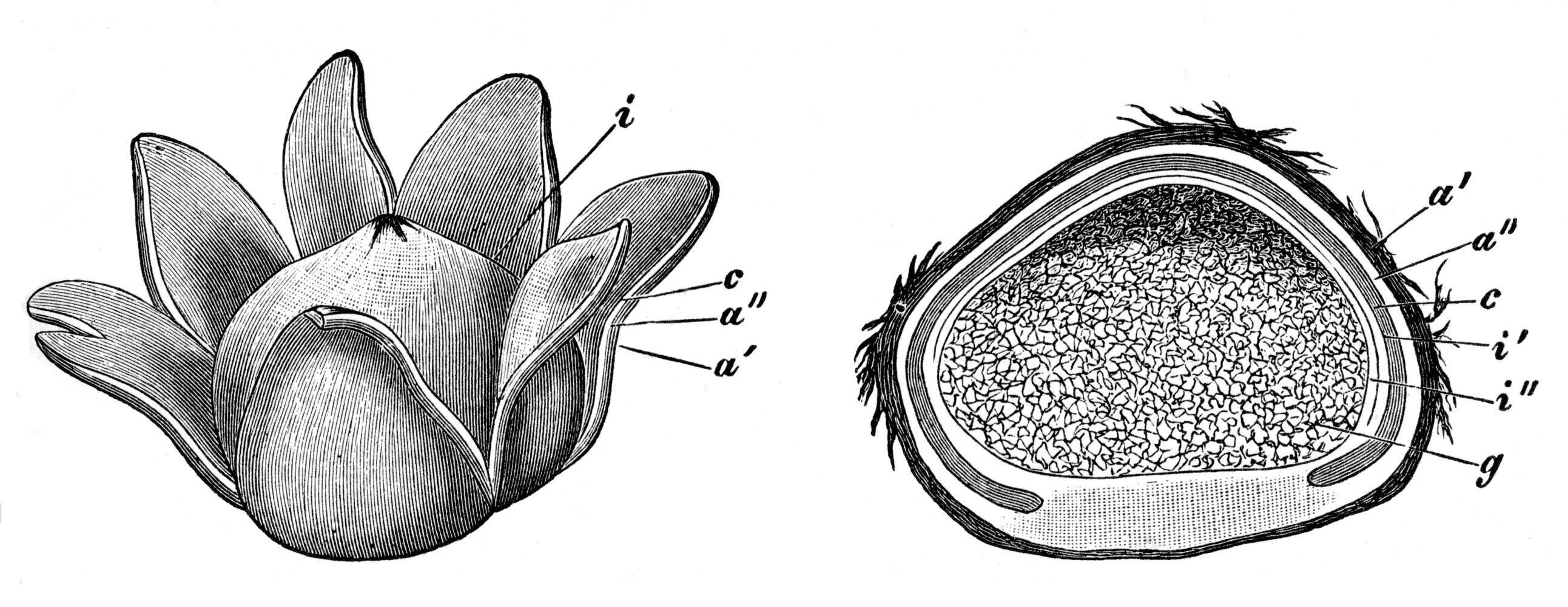
a – egzoperydium, c – mezoperydium, i – endoperydium, g – gleba

Mezoperydium – środkowa warstwa okrywy (perydium) w owocnikach i sporokarpach niektórych grup grzybów i śluzowców. Występuje u niektórych grzybów dawniej zaliczanych do wnętrzniaków (np. u purchawek Lycoperdon, tęgoskórów Scleroderma).
Perydium może składać się z jednej, dwóch lub trzech warstw. Najbardziej zewnętrzna to egzoperydium, środkowa – mezoperydium i wewnętrzna endoperydium. Mezoperydium występuje np. u grzybów z rodzaju Geastrum (gwiazdosz). U Geastrum benitoi mezoperydium występuje częściowo na powierzchni endoperydium, częściowo na pseudoparenchymatycznej warstwie u podstawy owocnika i składa się z kryształów bipiramidowych o średnicy 18–35, wymieszanych ze szklistymi, rozgałęzionymi, cienkościennymi strzępkami ze sprzążkami, o średnicy około 1,0–3,0 µm.